# TVA電視網
TVA電視網（法語：Réseau TVA）是加拿大一間私營法語地面電視網，隸屬魁北科傳媒旗下的TVA集團，總部位於魁北克省蒙特婁。TVA只於魁省境内設有地面廣播分台，但其訊號可覆蓋紐賓士域省和安大略省部分地區，而當中兩間分台亦在紐賓士域省設有轉播站。TVA於1998年獲取全國性電視網牌照後，其訊號亦可透過有線電視在全國接收。
「TVA」為法語（「關聯電視台」）的縮寫，反映其過去以合作社模式經營。

## 歷史
蒙特婁的CFTM-TV於1961年2月19日啟播，成為加拿大首間私營法語地面電視台。希庫蒂米的CJPM-TV則於1963年4月14日啟播，其規模細小且資金短缺，因此與CFTM締結非正式節目共享關係，可視為現時TVA電視網的始祖。另一方面，加拿大廣播公司法語電視網則於1964年在魁北克城設立直屬分台CBVT，同時取消與當地CFCM-TV的聯播關係，CFCM遂加入CFTM和CJPM之間的共享安排。
該三間電視台於1971年9月12日正式締結成TVA電視網，仿傚英語的CTV電視網般以合作社模式營運。CFTM成為TVA的旗艦分台，電視網時間表中80-90%節目（包括境外購入節目）由該台安排。TVA於1972年成立網絡新聞部，並於1973年-83年間與另外七間地區電視台締結聯播關係，大致達成現有規模。TVA於1982年從合作社改組成股份有限公司，股份由各分台東主持有。
CFTM的母公司都會電視（Télé-Metropole）於1982年取得CJPM的操控權，再於1989年收購帕托尼克通訊集團（Pathonic），成為魁北克城CFCM、舍布魯克CHLT、三河市CHEM和里穆斯基CFER四間TVA分台的東主；交易於1990年獲加拿大視訊委員會（CRTC）批准。CRTC再於1992年8月13日批准都會電視購入餘下四間TVA分台東主所持有的TVA電視網股份，都會電視遂成為TVA電視網的唯一東主。
為向魁省以外的加拿大法語民眾提供另一法語電視台，CRTC從1998年10月29日起規定全國所有有線電視供應商皆需在基本頻道組合中提供TVA其中一間地區分台的訊號。CRTC再於2001年批准魁北科傳媒收購TVA電視網，條件為魁北科需放售四季電視網。
TVA於2007年2月1日展開高清廣播，透過有線和衛星電視平台提供蒙特婁CFTM的高清訊號。

## 運作
TVA電視網眾分台過去隸屬數個不同東主，眾分台的節目編排亦因此曾經有所差異。例如由帕托尼克通訊集團經營的舍布魯克分台CHLT與由都會電視經營的蒙特婁分台CFTM會播放不同節目，兩者節目表間差異之大足以讓CHLT在蒙特婁有線電視系統上播放至1990年代。然而隨着都會電視收購帕托尼克，TVA的運作亦逐漸中央化。時至今日，TVA的網絡訊號基本上與CFTM的地區訊號重疊，但設有時段供眾分台播放本地新聞和其他本地製作節目。在此安排下，TVA播放的網絡節目較加拿大其他電視網為多，但每當CFTM需要插播蒙特婁地區信息時則同時影響整個TVA網絡。
由於TVA只在魁省境內設有地面廣播分台，其魁省以外的觀眾接觸層面多年來一直有所掣肘。在魁省以外有一定觀眾數目的TVA分台分別為赫爾的CHOT、狼河的CIMT和濱海卡爾頓的CHAU。CHOT的地面訊號覆蓋渥太華河對岸的安大略省渥太華地區，而安省東北部的有線電視供應商亦因當地法語居民眾多而從1980年代初起播放CHOT。CIMT和CHAU皆在紐賓士域省設有轉播站，兩者合共覆蓋該省大部分範圍。
CRTC於1998年規定加拿大所有有線電視供應商必需提供TVA的訊號後，魁省以外的多數業者皆選擇播放蒙特婁旗艦分台CFTM的訊號，但安省東北部的有線電視公司則繼續播放CHOT，而紐賓士域省的有線電視公司則繼續播放CIMT或CHAU。此外，TVA亦向加拿大西部的有線電視公司提供加西版訊號：該訊號實際為CFTM的訊號，但順延三小時播出，以配合北美東部時區和太平洋時區之間的三小時時差。
TVA每晚節目播放完畢時，便改為聯播同屬TVA集團的LCN新聞頻道，直至翌晨TVA開台為止。

## 地區分台
備註：

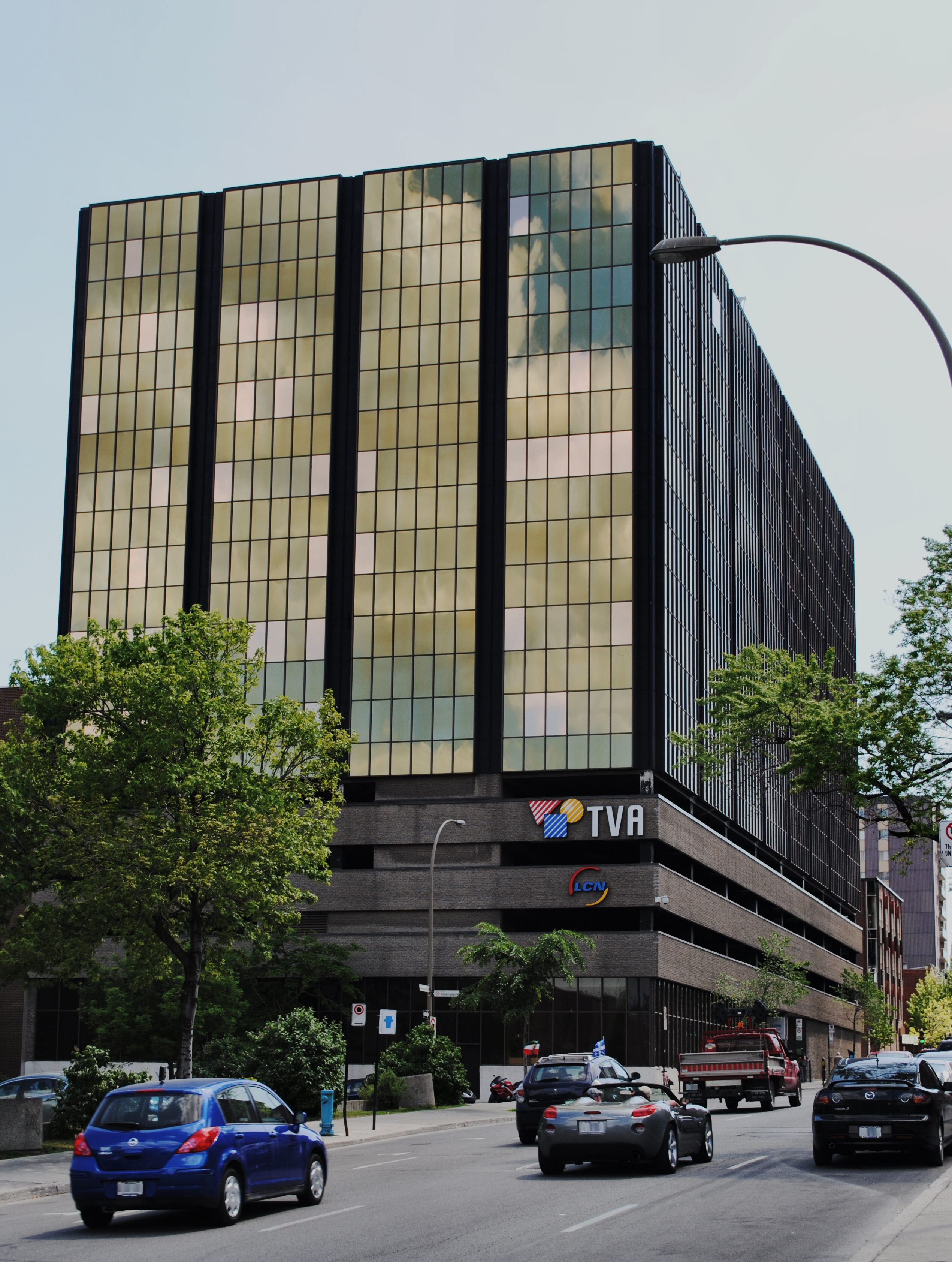
TVA位於蒙特婁的廣播大樓；CFTM及其母公司自1975年10月起從此處營運

1. 斜體頻道號碼代表該數碼頻道由加拿大視訊委員會授權留待日後使用。
2. TVA母公司魁北科傳媒持有的45%股份。

### 直屬分台
| 城市     | 呼號    | 無綫頻道號 虛擬頻道（實際頻道） | 加盟年份 | 成為直屬分台年份 |
| -------- | ------- | ------------------------------- | -------- | ---------------- |
| 蒙特婁   | CFTM-DT | 10.1（10）                      | 1971年   | 1971年           |
| 魁北克城 | CFCM-DT | 4.1（17）                       | 1971年   | 1990年           |
| 里穆斯基 | CFER-DT | 11.1（11）                      | 1978年   | 1990年           |
| 薩格奈   | CJPM-DT | 6.1（46）                       | 1971年   | 1982年           |
| 舍布魯克 | CHLT-DT | 7.1（7）                        | 1974年   | 1990年           |
| 三河市   | CHEM-DT | 8.1（8）                        | 1976年   | 1990年           |

### 聯播分台
| 城市          | 呼號    | 虛擬頻道號 | 實際頻道號 | 加盟年份                                      | 母公司 |
| ------------- | ------- | ---------- | ---------- | --------------------------------------------- | ------ |
| 濱海卡爾頓    | CHAU-DT | 5.1        | 5          | 1980年（次要聯播關係） 1983年（首要聯播關係） |        |
| 加蒂諾/渥太華 | CHOT-DT | 40.1       | 40         | 1978年                                        |        |
| 狼河          | CIMT-DT | 9.1        | 9          | 1978年                                        |        |
| 魯安-諾蘭達   | CFEM-DT | 13.1       | 13         | 1979年                                        |        |

### 前聯播分台
| 城市        | 呼號    | 無線頻道號 | 加盟年份 | 離開年份 | 母公司 | 備註                                       |
| ----------- | ------- | ---------- | -------- | -------- | ------ | ------------------------------------------ |
| 赫爾/渥太華 | CFVO-TV | 30         | 1974年   | 1977年   |        | 該台於1977年停播，其頻道現由魁北克電視使用 |

## 歷年標誌

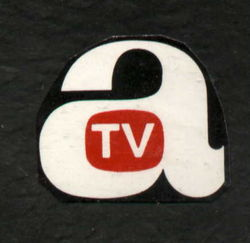
1971年—1974年
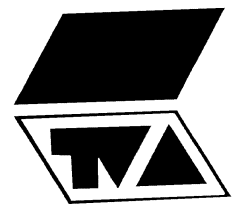
1974年—1984年
1984年—1990年9月
1990年9月—2012年11月29日[10]
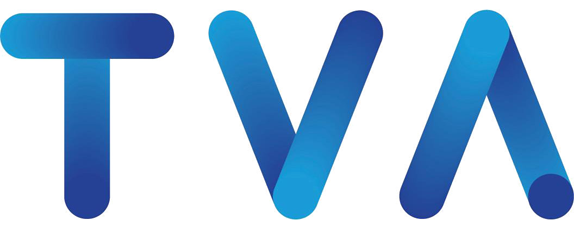
2012年11月29日—2020年11月11日

## 外部連結
- （法文）官方网站